# مونته فیوره دلازو
مونته فیوره دلازو (به ایتالیایی: Montefiore dell'Aso) یک کومونه در ایتالیا است که در استان اسکولی پیچنو واقع شده‌است. مونته فیوره دلازو ۲۸٫۱ کیلومتر مربع مساحت و ۲٬۲۲۰ نفر جمعیت دارد و ۴۱۲ متر بالاتر از سطح دریا واقع شده‌است.